# Паламарчук, Антонина Феофановна
Антонина Феофановна Паламарчук (14 ноября 1937, Черняхов Житомирской области — 10 мая 2011) — украинская актриса. Народная артистка УССР (1984).

## Биография
В 1963 году окончила драматическую студию при Киевском украинском драматическом театре имени Ивана Франко. После этого работала в Житомирском украинском драматическом театре. Кавалер ордена Дружбы народов, ведущая актриса Житомирского областного музыкально-драматического театра имени Ивана Кочерги. Умерла на 74 году жизни в Житомире.

## Роли
- София («Бесталанная» Ивана Карпенко-Карого).
- Проня Прокопьевна («За двумя зайцами» Михаила Старицкого).
- Мавка и Килина («Лесная песня» Леси Украинки).
- Васса («Васса Железнова» Максима Горького).

## Фильмография
- 1990—1991 — Кодры